# Paul Ifill
Paul Everton Ifill (ur. 20 października 1979) – angielski piłkarz występujący na pozycji skrzydłowego.